# (26858) Мистерроджерс
(26858) Мистерроджерс (лат. Misterrogers) — астероид, относящийся к группе астероидов пересекающих орбиту Марса. Он был открыт 21 марта 1993 года американским астрономом Элеанор Хелин в Паломарской обсерватории и назван в честь американского педагога, проповедника и телеведущего Фреда Роджерса.

Орбита астероида Мистерроджерс и его положение в Солнечной системе